# Christian Ier de Saxe-Mersebourg
Christian Ier, né à Dresde le 27 octobre 1615 et mort à Mersebourg le 18 octobre 1691, est un prince de la branche albertine de la maison de Wettin, fils cadet de l'électeur Jean-Georges Ier de Saxe et de Madeleine-Sibylle de Prusse. Il fut premier duc de Saxe-Mersebourg de 1656 jusqu'à sa mort.

## Biographie

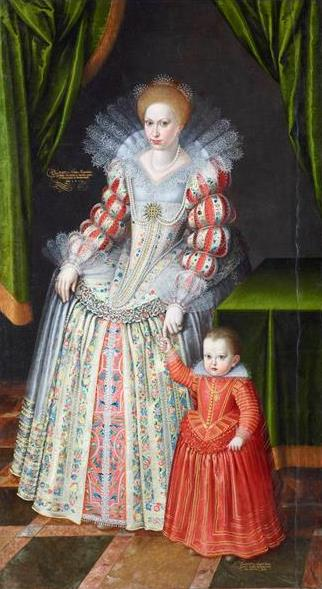
Christian et sa mère, vers 1617.

Christian est le troisième fils de Jean-Georges Ier (1585-1656), électeur de Saxe et maréchal du Saint-Empire, issu de son second mariage avec Madeleine-Sibylle (1586-1659), fille du duc Albert-Frédéric de Prusse. 
N'étant pas l'aîné, il n'a aucun droit sur les possessions des Wettin. Pour assurer un approvisionnement fiable, son père l'a nommé administrateur de l'ancien évêché de Mersebourg en 1650, peu après son mariage avec Christine de Schleswig-Holstein-Sonderbourg-Glücksbourg. En 1655, il a été accepté dans la Société des fructifiants à l'invitation de son cousin le duc Guillaume de Saxe-Weimar.
À la mort de l'électeur Jean-Georges Ier, en 1656, son héritage est divisé conformément à son testament entre son successeur Jean-Georges II et ses trois fils cadets qui ont commencé des lignées collatérales. Christian reçoit le duché de Saxe-Mersebourg nouvellement créé, incluant l'ancien évêché avec les seigneuries de Mersebourg, Lauchstädt, Schkeuditz, Lützen et Zwenkau, ainsi que les domaines de Delitzsch, Zörbig, Finsterwalde et Bitterfeld. Il a également reçu le margraviat de Basse-Lusace confié à son père en vertu de la paix de Prague en 1635.
Le nouveau seigneur se consacra à la reconstruction de ses possessions ravagées durant la guerre de Trente Ans. Dans la Basse-Lusace, il fit restaurer le château de Lübben en tant que siège administratif. Durant son règne, la souveraineté territoriale des frères cadets de l'électeur constitue toujours un point de discorde au sein de la dynastie. 
Le duc Christian Ier meurt en 1691 à l'âge de 75 ans et fut enterré dans la cathédrale de Mersebourg ; son fils aîné Christian II a été désigné pour lui succéder. La lignée de Saxe-Mersebourg s'éteint à la mort de son frère cadet Henri en 1738.

## Mariage et descendance
Christian de Saxe-Mersebourg épouse le 19 novembre 1650 à Dresde la princesse Christine (1634-1701), fille du duc Philippe de Schleswig-Holstein-Sonderbourg-Glücksbourg. Dix enfants sont issus de cette union :
- Madeleine (1651-1675) ;
- Jean (1652-1654) ;
- Christian II de Saxe-Mersebourg (1653-1694), duc de Saxe-Mersebourg à partir de 1691 ;
- Auguste de Saxe-Mersebourg-Zörbig (1655-1715), épouse en 1686 Hedwige de Mecklembourg-Güstrow (postérité) ;
- Philippe de Saxe-Mersebourg-Lauchstadt (1657-1690), épouse en 1684 Éléonore de Saxe-Weimar, veuf en 1687, épouse en 1688 Louise de Wurtemberg-Bernstadt (postérité) ;
- Christiane de Saxe-Mersebourg (1659-1679), épouse en 1677 le duc Christian de Saxe-Eisenberg ;
- Sophie-Hedwige de Saxe-Mersebourg (1660-1686), épouse en 1680 le duc Jean-Ernest de Saxe-Saalfeld ;
- Henri de Saxe-Mersebourg (1661-1738), duc de Saxe-Mersebourg à partir de 1731 ;
- Maurice (1662-1664) ;
- Sibylle-Marie de Saxe-Mersebourg (1667-1693), épouse en 1683 Christian-Ulrich Ier de Wurtemberg-Œls.